# Pheugopedius atrogularis
El cucarachero gorginegro (Pheugopedius atrogularis), también conocido como ratona de garganta negra o soterrey gorginegro, es una especie de ave paseriforme en la familia Troglodytidae nativa de América Central.

## Distribución geográfica yhábitat
Habita en bosques húmedos de tierras bajas y bosques degradados de Costa Rica, Nicaragua y Panamá.